# Metria hyalina
Metria hyalina är en fjärilsart som beskrevs av Louis Beethoven Prout 1921. Metria hyalina ingår i släktet Metria och familjen nattflyn. Inga underarter finns listade i Catalogue of Life.